# الکساندر هکن‌اشمید
الکساندر هَکِن‌اشمید (چکی: Alexandr Hackenschmied) که بیشتر با نام الکساندر هَمید شناخته می‌شود، کارگردان، عکاس، فیلم‌بردار و تدوین‌کنندهٔ پیشرو اهل چکسلواکی بود.
او در سال ۱۹۳۸ میلادی به آمریکا مهاجرت کرد و نامش را به «الکساندر هَمید» تغییر داد و در سال ۱۹۶۴ به همراه «فرانسیس تامسون» برندهٔ جایزه اسکار، بابتِ «بهترین فیلم مستند کوتاه» برای فیلم «زنده بودن!» شد.

## گزیدهٔ آثار
- زنده بودن! (۱۹۶۴)
- دربارهٔ انسان و موسیقی (۱۹۵۱)
- زندگی خصوصی یک گربه (۱۹۴۷)
- فردایی بهتر (۱۹۴۵)
- کتابخانهٔ کنگره (۱۹۴۵)
- سرود روحانی ملل (۱۹۴۴)
- درهٔ تنسی (۱۹۴۴)
- سایه‌های نیمروز (۱۹۴۳)
- روستای فراموش‌شده (۱۹۴۱)
- بحران (۱۹۳۹)
- قلعهٔ پراگ (۱۹۳۲)
- گام بی‌هدف (۱۹۳۰)